# Chromis alta
Chromis alta là một loài cá biển thuộc chi Chromis trong họ Cá thia. Loài này được mô tả lần đầu tiên vào năm 1980.

## Từ nguyên
Tính từ định danh alta trong tiếng Latinh có nghĩa là "cao vút; sâu thẳm", hàm ý đề cập đến độ sâu mà mẫu định danh của loài cá này được phát hiện ở ngoài khơi Baja California, México (72–81 m).

## Phạm vi phân bố và môi trường sống
Từ phía nam bang California (Hoa Kỳ), C. alta được phân bố trải dài về phía nam đến bán đảo Baja California và vịnh California, bao gồm các hòn đảo ngoài khơi Đông Thái Bình Dương là đảo Cocos (Costa Rica) và quần đảo Galápagos (Ecuador), cũng như quần đảo lobos de Afuera (ngoài khơi Peru).
C. alta sống tập trung trên các rạn san hô và ám tiêu ở độ sâu khoảng 5–200 m.

## Mô tả
C. alta có chiều dài cơ thể lớn nhất được ghi nhận là 17 cm. Cơ thể màu nâu nhạt, vảy cá được viền đen. Cá con có màu xanh lam với các sọc màu xanh óng bao quanh mắt, và một dải trắng dọc theo gốc vây lưng chéo xuống đến rìa trên của cuống đuôi.
Số gai ở vây lưng: 13; Số tia vây ở vây lưng: 12–14; Số gai ở vây hậu môn: 2; Số tia vây ở vây hậu môn: 12–13; Số tia vây ở vây ngực: 19–21; Số gai ở vây bụng: 1; Số tia vây ở vây bụng: 5; Số lược mang: 27–33; Số vảy đường bên: 16–19.

## Sinh thái học
Thức ăn của C. alta là động vật phù du. Cá đực có tập tính bảo vệ và chăm sóc trứng; trứng có độ dính và bám vào nền tổ.